# James Walter Butler
James Walter Butler MBE RA (* 25. Juli 1931 in London; † 26. März 2022) war ein britischer figürlicher Bildhauer, Steinmetz und Medailleur.

## Leben und Werk

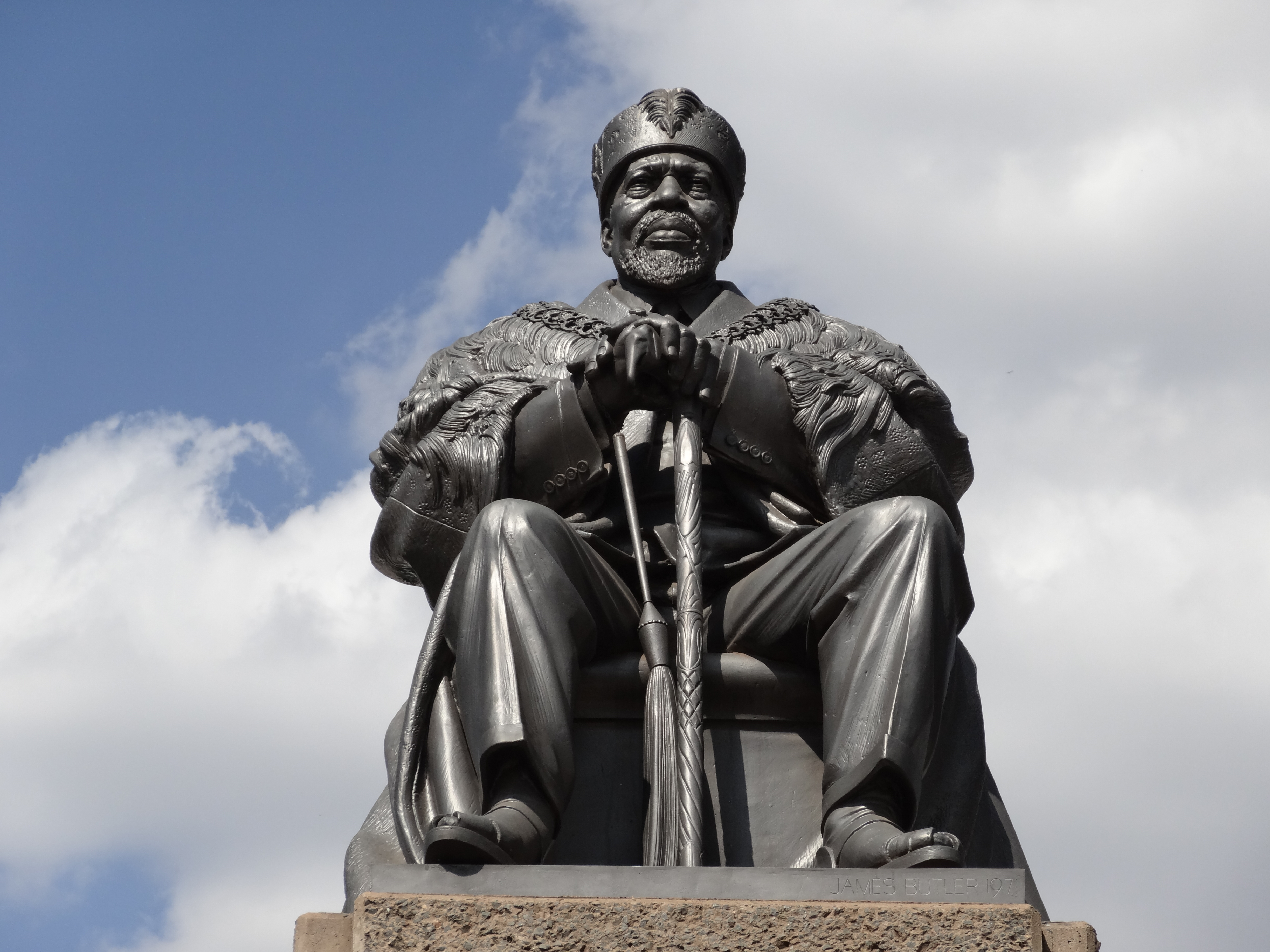
Denkmal für Jomo Kenyatta, Nairobi, 1972

Butler studierte von 1948 bis 1950 am Maidstone College of Art, heute die University for the Creative Arts, von 1950 bis 1952 an der St. Martin’s School of Art und dem Royal College of Art in London. Von ihm stammen viele lebensgroße Bronzestatuen als Auftragsarbeiten für Kunstwerke im öffentlichen Raum in London, Leicester und anderen Städten sowie kleinere Statuetten und Porträtbüsten. Als Durchbruch gilt das Monumentaldenkmal für Jomo Kenyatta 1972 im Zentrum von Nairobi, seither widmete er sich der Bildhauerkunst, wobei er bei Bronzegüssen die Technik des Wachsausschmelzverfahrens (oder auch die der verlorenen Formen) verwendete. Zuvor hatte er auch an der City & Guilds of London Art School Zeichnen und Bildhauerei unterrichtet.
Die Royal Academy of Arts vermerkt in seinem Künstlerprofil naturalistische und technische Einflüsse der französischen Bildhauer Auguste Rodin, Jules Dalou und Edgar Degas, des Briten Charles Sargeant Jagger und des Italieners Giacomo Manzù.
Er entwarf 2001 die aktuelle Version des Great Seal, eines Siegels des britischen Königshauses.
Butler war verheiratet, hatte fünf Töchter und lebte in Warwickshire.

## Ehrungen
1964 wurde er zum Anwärter ARA und 1972 zum Vollmitglied als RA der Royal Academy of Arts gewählt und wurde 2006 Senior RA. 1980 wurde er Mitglied der Royal West of England Academy und 1981 Fellow der Royal Society of British Sculptors.
2009 wurde Butler Member of the Order of the British Empire.

## Werke (Auswahl)

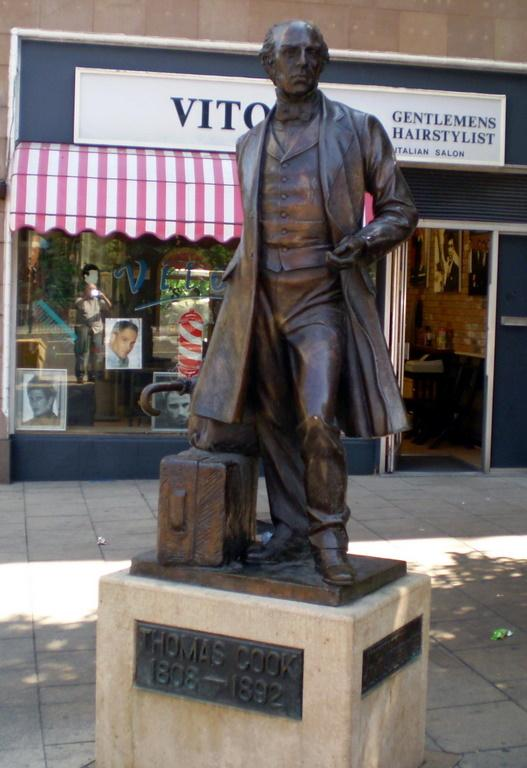
Thomas-Cook-Statue, Leicester, 1993
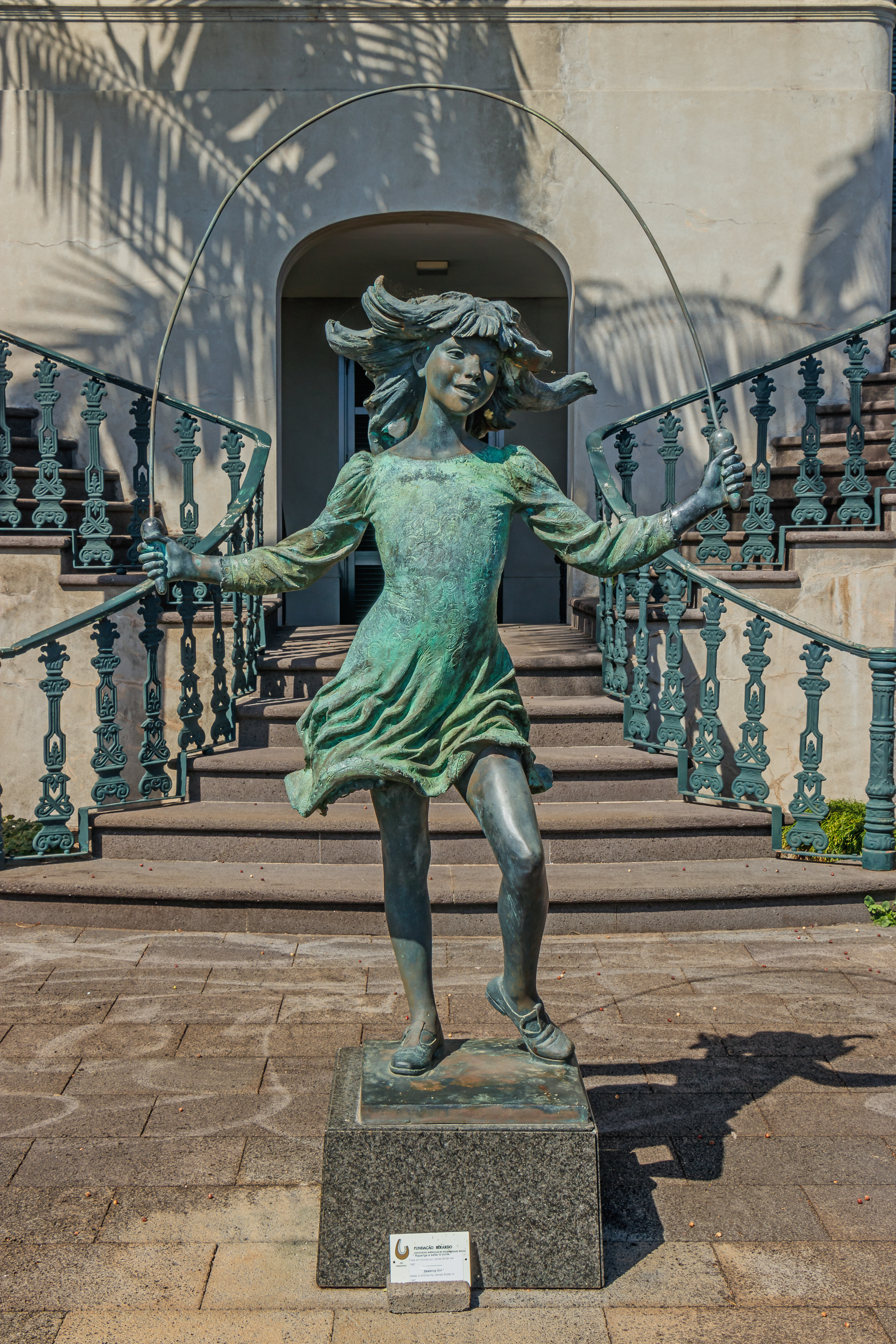
Skipping girl, Funchal, Madeira
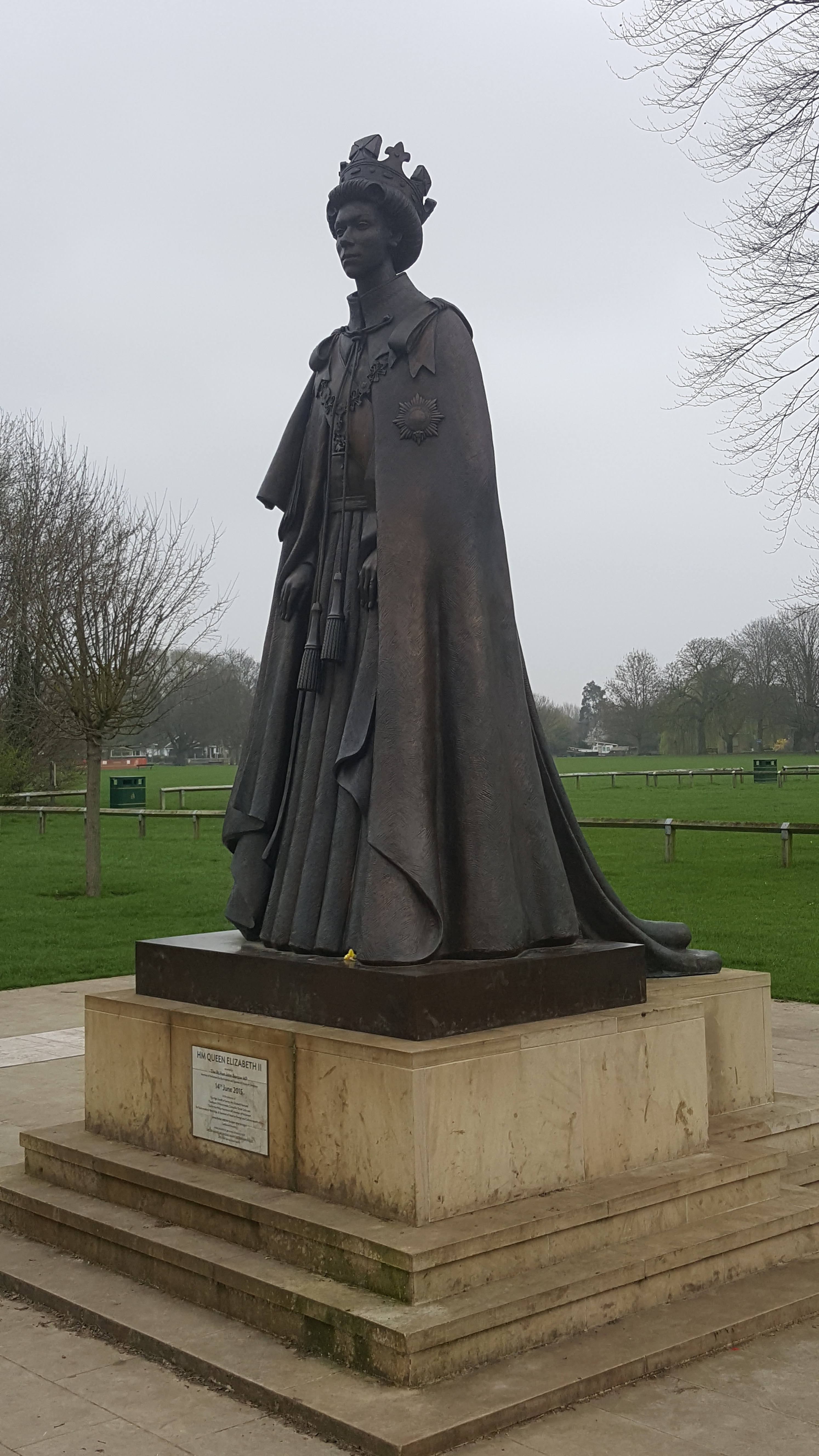
Elizabeth II, Runnymede
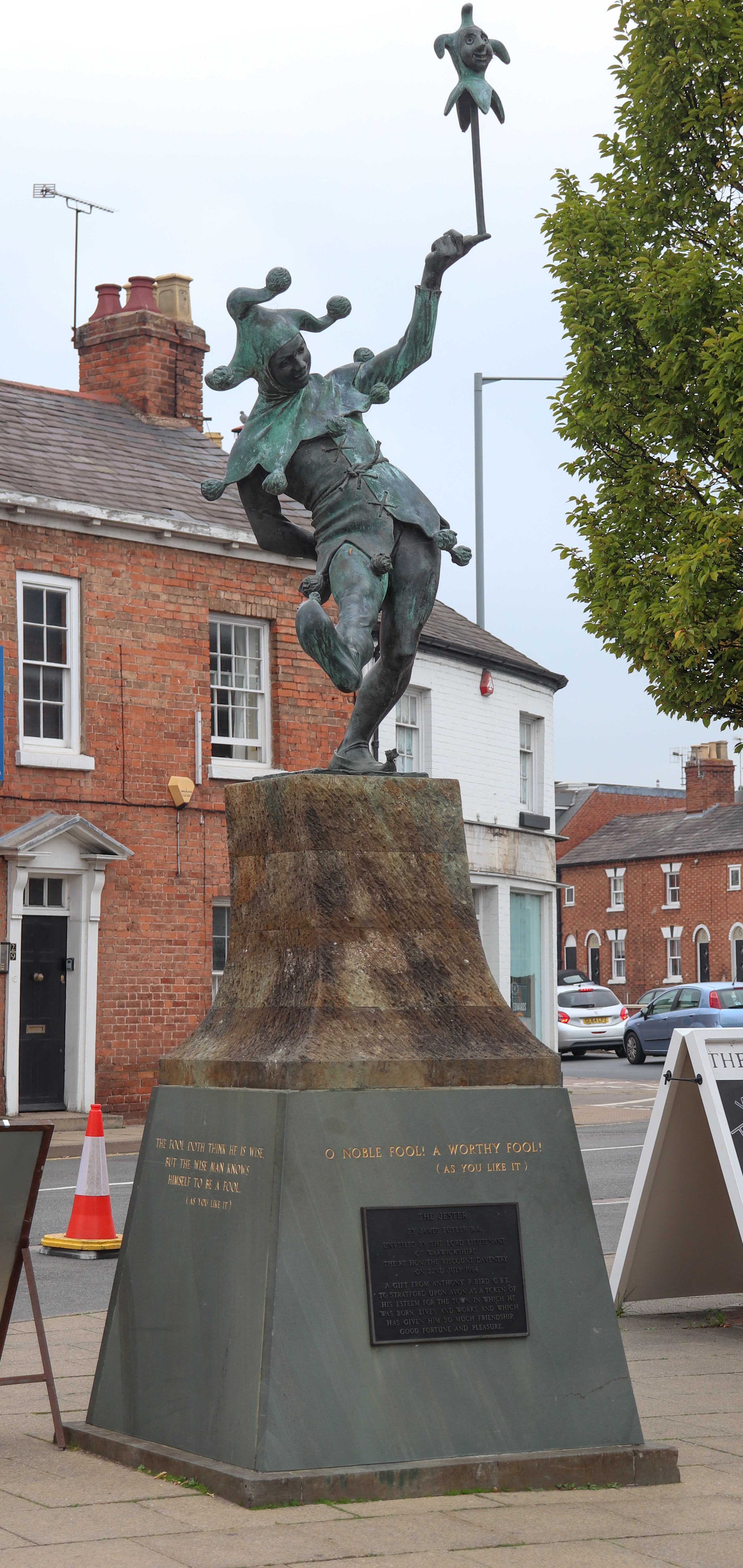
The Jester, Stratford-upon-Avon
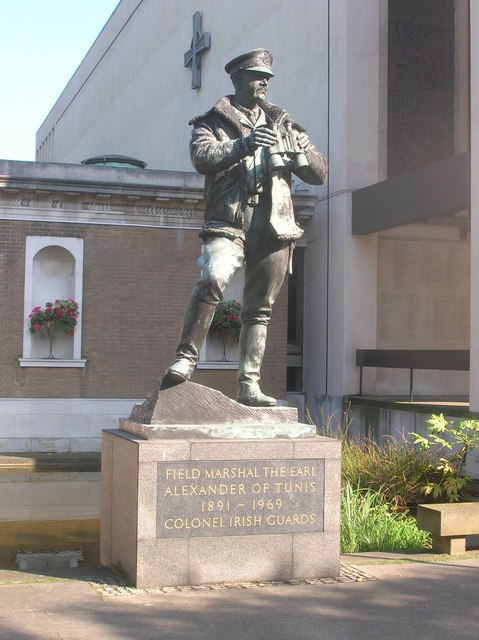
Alexander of Tunis, Wellington Barracks, Westminster, London
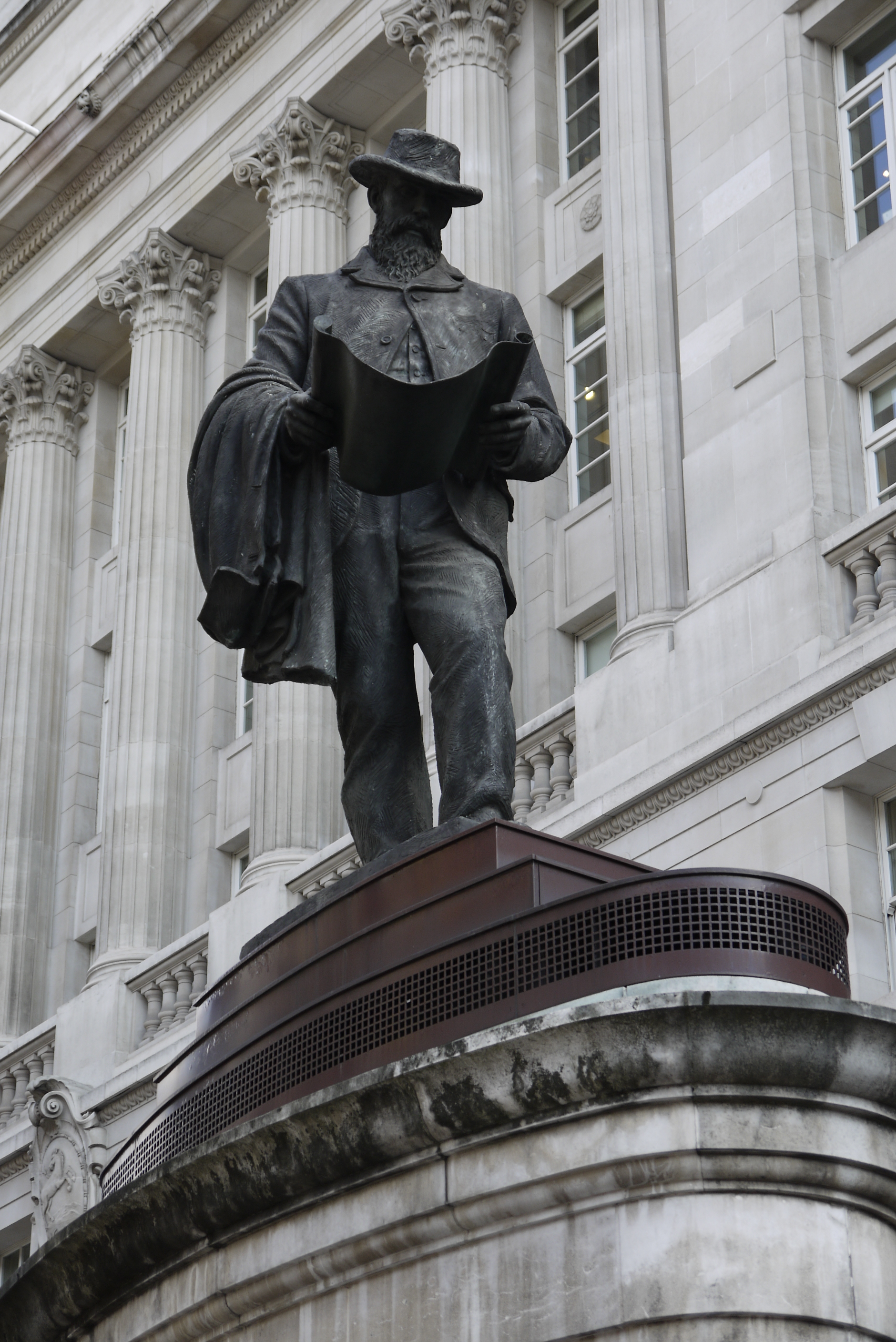
James Henry Greathead, London
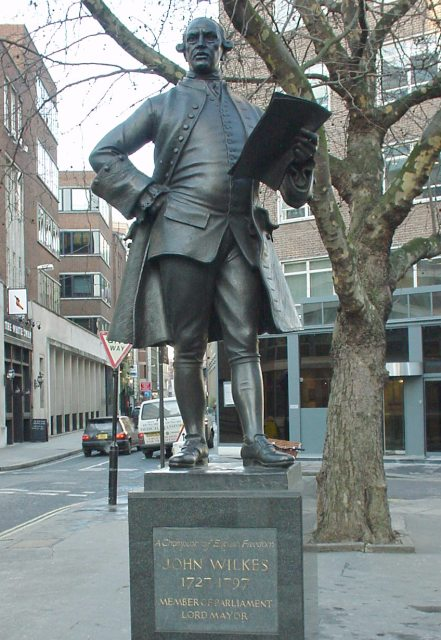
John Wilkes, London
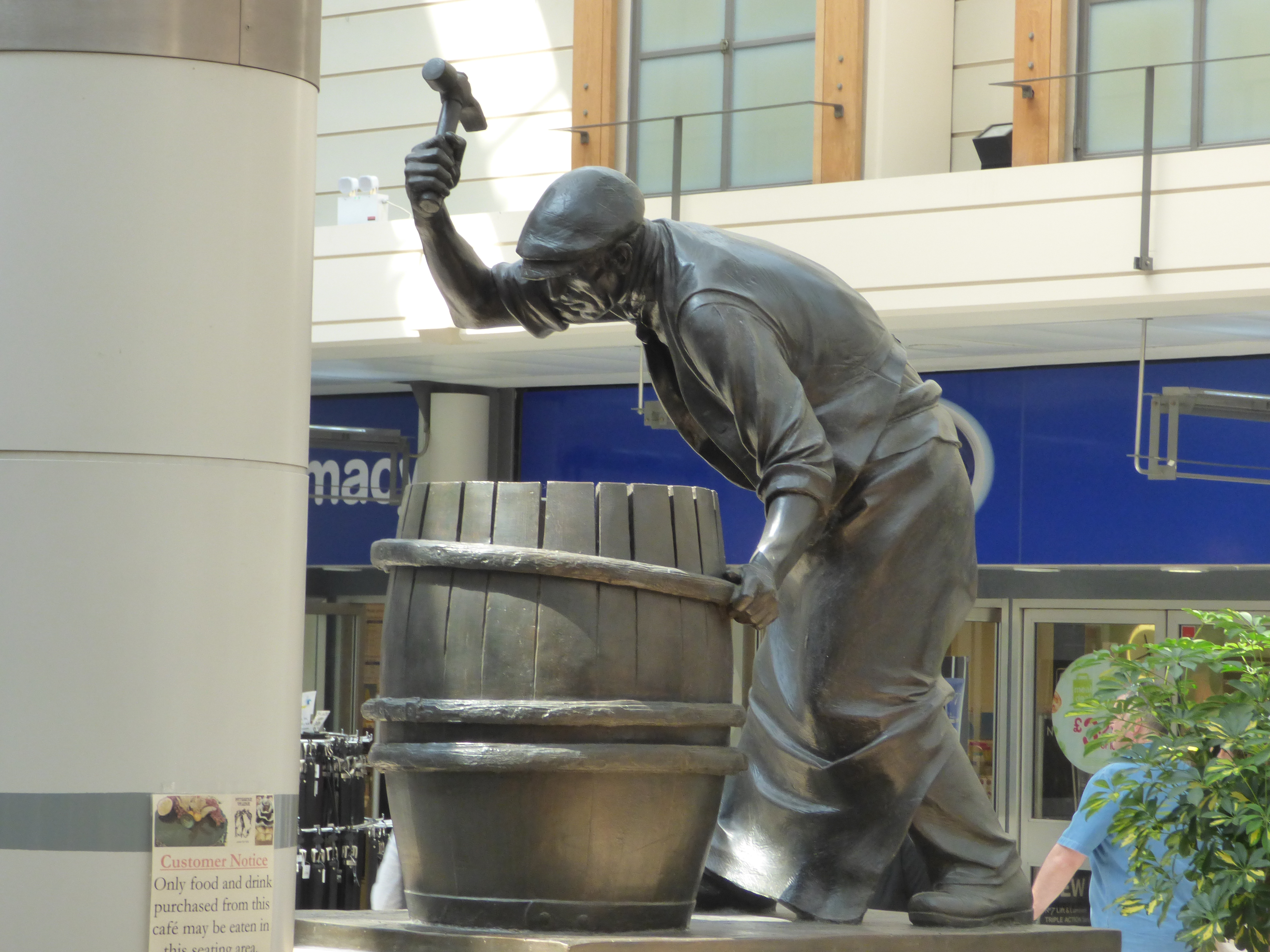
The Burton Cooper statue, Burton-upon-Trent
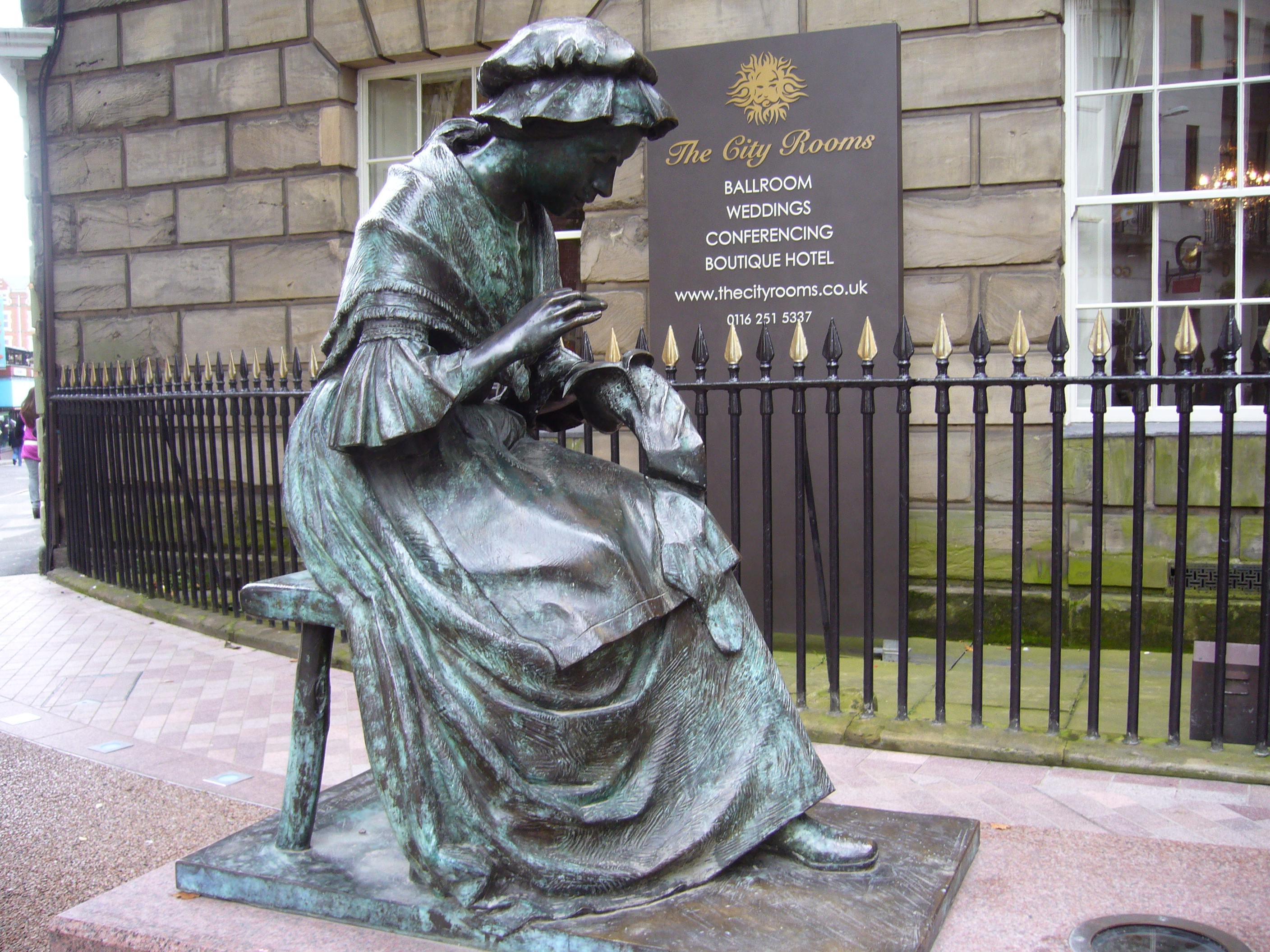
The Leicester Seamstress, Leicester